# Лисмор, Дэниел
Дэниел Лисмор (родился 24 декабря 1984 года в Борнмуте, Великобритания) — британский дизайнер и скульптор из ткани. Описан журналом Vogue Magazine как «Самый эксцентрично одевающийся человек в Британии». Наиболее известен он своими необычными вкусами в одежде, использовании в ней обычных предметов в сочитании с винтажными тканями.

## Обучение и ранний период жизни
Дэниел родился в Борнмуте и воспитывался бабушкой с дедушкой по отцовской линии в деревне Фильонгли, на границе Ковентри. Он изучал фотографию и дизайн в Эрлсдон Плейс, в Ковентри. Уже в 17 лет он переехал в Лондон, где устроился на работу и фотографом, и моделью. Он работал с одними из самых известных фотографов мира, в том числе с Мерт и Маркус, Стивен Кляйн, Дэвид Лашапель, Марио Тестино и Эллен фон Унверт . Постоянный клиент лондонских ночных клубов. Сам он так же регулярно проводил клубные мероприятия в Мейфэре, Сохо и Восточном Лондоне, где он и завоевал звание самого изобретательного костюмера Лондона начала нулевых. Как он сказал в интервью журналу Disorder Magazine, «Первым клубом, в который я пошел, был Ghetto, я открыл для себя Kashpoint и Boombox», — говорит он. «Затем я провел ночь в Kabarets Prophecy на Golden Square и клубах в Mayfair… все клубы, которые мне нравились, были закрыты».
Журнал Vogue назвал Лисмор самым эксцентричным костюмером Англии.
Он занимал абсолютно разнообразные должности в сфере моды, от журналиста i-D Magazine до помощника по подбору одежды в журналах Vogue и Pop magazine. Когда в 2012 году открылся модный лейбл Sorapol, Сорапол Чавафатнакул назначил его креативным директором, что привело к его безусловному успеху и довольно большой популярности. «Мы хотели сопоставить богатство двух культур, поэтому сначала мы поехали в Версаль, а после делать фотографии в Африке, получилась цела яколлекция», — говорит он. «Коллекция была создана явно не для меня. Я хотел одевать красивых женщин в красивую одежду». Ники Минаж, Мэрайя Кэри, Рита Ора, Дебби Гарри и Кара Делевинь — одни из самых известных клиентов лейбла.
В апреле 2019 года Лисмор выступил с докладом TED Talk на главной конференции в Ванкувере под названием «Будьте собой», где впервые рассказал об искусстве живой скульптуры.
В сентябре 2019 года Лисмор открыл подиум Наоми Кэмпбелл Fashion for Relief в Британском музее, продемонстрировав один из первых костюмов, которые он разработал для Английской национальной оперы в сотрудничестве со Сваровски для постановки знаменитой оперы Харрисона Биртвистла «Маска Орфея» . Премьера состоялась в октябре 2019 года на сцене Лондонского Колизея . Дизайн костюма был вдохновлен техникой осознанного сновидения художника. При производстве одежды было использовано более 400 000 кристаллов Сваровски.

## Жизнь скульптурированием
Он известен тем, что по сути живет искусством, нося сложные и экстравагантные наряды, в которых высокая мода сочетается с винтажными тканями, найденными предметами, кольчугами, этническими украшениями, шляпами и многим другим, что является выражением эксцентричной творческой энергии. Вдохновленный искусством во всех его формах — его сравнивали с британским художником-перформансом Ли Бауэри и Гилбертом и Джорджем, историей и своими путешествиями, Лисмор постоянно объединяет и объединяет многочисленные вдохновения со всего мира в яркие выражения культурной признательности.

## Выставки
В 2013 году Лисмор представил свою первую выставку автопортретов в галерее Тейт Модерн, за которой последовала еще одна выставка в галерее Тейт Британия в 2014 году
Его первая персональная выставка под кураторством директора модных выставок SCAD Рафаэля Гомеса — «Будь собой, все остальные уже заняты» открылась в Саваннском колледже искусства и дизайна в Атланте, штат Джорджия, США, 22 января 2016 года На выставке было представлено 45 скульптур, каждая из которых оформлена в индивидуальном стиле и установлена в императорском полку, вдохновленном терракотовыми воинами Китая . Передвижная выставка собрала более 40 000 посетителей по всему миру и была признана WGSN второй по значимости глобальной модной выставкой 2016 г .:
Выставка побывала во многих других музеях, привлекая тысячи людей, включая таких знаменитостей, как Роуз Макгоуэн, Бьорк и Дэвид Бекхэм .
- Ноябрь, 2019 — «Будь собой, Остальные уже заняты», Stary Browser, Познань, Польша
- Июль, 2019 — «Будь собой, Остальные уже заняты», Музей Пана, Неаполь, Италия
- Июнь 2018 г. — «Будь собой, Остальные уже заняты», Конференц-центр Harpa, Рейкьявик, Исландия[8]
- Декабрь 2016 г. — «Будь собой», Театр Я, Майами Арт Базель, США[9]
- Январь, 2016 г. — «Будь собой, Остальные уже заняты», Колледж искусств и дизайна Саванны, Атланта, Джорджия, США.

В 2017 году Лисмор был приглашен на выставку вместе с Линой Кондес в Палаццо Пизани во время Венецианской биеннале . Для шоу он отсканировал себя в 3D и представил серию скульптур.

## Активистская деятельность
Лисмор — активный борец и посол благотворительной организации по борьбе с изменением климата Cool Earth. Он тесно сотрудничал с Вивьен Вествуд над ее проектами «Климатическая революция» а также выполнял волонтерскую работу в благотворительных организациях Icross и NWI в Кении . В 2016 году был лицом кампании H&M «Close the Loop», направленной на поощрение переработки одежды. Личный архив гардероба Лисмора подчеркивает его приверженность устойчивой моде .
В 2016 году Лисмор вызвал ажиотаж, когда его скандальная фотография, сделанная рядом с британским политиком UKIP Найджелом Фараджем, была опубликована в газете Evening Standard. На фотографии можно увидеть Лисмора со словом из «четырех маленьких букв» (начинающихся с «с»), написанным на его правой руке, которая указывает на политика.

## Публикации
В 2016 году издание Skira Rizzoli Publications в Нью-Йорке опубликовало первое издание его работы «Будь собой, Остальные уже заняты». Среди авторов Стивен Фрай, Хилари Александер, Дебби Харри, Мэтт Лукас, Эдвард Эннинфул, Стефано Пилати, Бой Джордж и Вивьен Вествуд. Книга была представлена на открытии выставки Art Basel в Майами, США, в декабре 2016 года. В июне 2017 года, чтобы отпраздновать публикацию книги в Великобритании, музей Виктории и Альберта пригласил его провести беседу с выдающимся модным редактором Хилари Александер, чтобы обсудить тему личной идентичности и стиля сегодня.

## Награды
В октябре 2016 года Лисмор стал лицом Тейт.
В 2017 году Лисмор был указан в журнале Out «Топ 100» вместе со Стивеном Фраем и занял 80-е место в топ-100 списка The Guardian’s Pride Power List 2018 года